# Meurtre mode d'emploi (série télévisée)
Cet article concerne la série télévisée. Pour le roman, voir Meurtre mode d'emploi (roman).
Meurtre mode d'emploi (A Good Girl's Guide to Murder) est une série télévisée britannique réalisée par Dolly Wells et développée par Moonage Pictures, et mise en ligne le 1er juillet 2024 sur BBC iPlayer, à la télévision sur BBC Three, et à l'international le 1er août 2024 sur Netflix.
Il s'agit de l'adaptation du roman A Good Girl's Guide to Murder de l'auteur britannique de romans policiers Holly Jackson, publié en 2019.
En novembre 2024, la série est reconduite pour une deuxième saison.

## Synopsis
Cinq ans après le meurtre d'une jeune fille de 17 ans dans une petite ville anglaise sans histoire, une lycéenne décide de découvrir la vérité et le véritable meurtrier.

## Distribution
Sauf indication contraire, les informations mentionnées dans cette section peuvent être confirmées par les bases de données cinématographiques IMDb et Allociné,  présentes dans la section « Liens externes ».

### Acteurs principaux
- Emma Myers (VF : Léana Montana) : Pippa « Pip » Fitz-Amobi
  - Kitty Anderson : Pippa « Pip » Fitz-Amobi, jeune
- Zain Iqbal (VF : Maxym Anciaux) : Ravi Singh
- Asha Banks (VF : Emma Santini) : Cara Ward
- Raiko Gohara (VF : Milo Martin-Cario) : Zach Chen
- Jude Morgan-Collie : Connor Reynolds
- Yali Topol Margalith (VF : Marion Aranda) : Lauren Gibson
- Yasmin Al-Khudhairi (en) (VF : Lou Howard) : Naomi Ward
- Henry Ashton (en) (VF : Aurélien Raynal) : Max Hastings
- Carla Woodcock (en) (VF : Marie Glorieux) : Becca Bell
- Mathew Baynton (VF : Emmanuel Lemire) : Elliot Ward
- Gary Beadle (en) (VF : Frantz Confiac) : Victor Amobi
- Anna Maxwell Martin (VF : Marie Donnio) : Leanne Amobi

### Acteurs récurrents
- India Lillie Davies : Andie Bell
- Rahul Pattni : Sal Singh
- Georgia Arron : Emma Hutton
- Mitu Panicucci : Stella Chapman
- Annabel Mullion (en) : Rosie Hastings
- Adam Astill : Toby Hastings
- Matthew Khan : Dylan
- Matt Chambers : Jason Bell
- Jackson Bews (VF : Loïc Mobihan) : Daniel da Silva
- Jessica Webber (VF : Hannah-Jazz Mertens) : Nat Da Silva

## Production

### Tournage
Le tournage de la première saison s'est déroulé entre juin et septembre 2023 dans les environs de Bristol et Somerset. Le tournage de la deuxième saison débute en avril 2025.